# Old Ideas
Old Ideas — дванадцятий студійний альбом канадського автора та виконавця Леонарда Коена, представлений 31 січня 2012 року на лейблі Columbia; перший альбом музиката за вісім років (з моменту виходу Dear Heather).

## Про альбом
Презентація платівки відбулась 30 січня у Європі та 31 січня — у США. Ще до виходу альбому було представлено дві композиції: «Show Me the Place» та «Darkness». Окрім того, музикант виконував композиції із нового альбому під час своїх концертів. 14 червня 2012 альбом було номіновано на Polaris Music Prize.
Альбом досяг #3 у чарті Billboard 200, що стало найвищим досягненням Коена за його 44-річну музичну кар'єру. 77-річний музикант також став найстаршим виконавцем, чий альбом очолив чарт Фінляндії. Джон Парелс у своєму огляді для газети The New York Times описав Old Ideas як «осінній альбом, роздуми, спогади, фінальні підрахунки, але все ж із блиском в очах».

## Список пісень
| #   | Назва               | Автор                        | Тривалість |
| --- | ------------------- | ---------------------------- | ---------- |
| 1.  | «Going Home»        | Леонард Коен, Патрік Леонард | 3:51       |
| 2.  | «Amen»              | Коен                         | 7:36       |
| 3.  | «Show Me the Place» | Коен, Леонард                | 4:09       |
| 4.  | «Darkness»          | Коен                         | 4:30       |
| 5.  | «Anyhow»            | Коен, Леонард                | 3:09       |
| 6.  | «Crazy to Love You» | Коен, Anjani                 | 3:06       |
| 7.  | «Come Healing»      | Коен, Леонард                | 2:53       |
| 8.  | «Banjo»             | Коен                         | 3:23       |
| 9.  | «Lullaby»           | Коен                         | 4:46       |
| 10. | «Different Sides»   | Коен                         | 4:06       |

## Чарти

### Тижневі чарти
| Чарт (2012)                     | Найвища позиція |
| ------------------------------- | --------------- |
| Australian Albums Chart         | 2               |
| Belgian Albums Chart (Flanders) | 1               |
| Belgian Albums Chart (Wallonia) | 1               |
| Canadian Albums Chart           | 1               |
| Croatian Albums Chart           | 1               |
| Czech Republic (IFPI)           | 1               |
| Danish Albums Chart             | 2               |
| Dutch Albums Chart              | 1               |
| Finnish Albums Chart            | 1               |
| French Albums Chart             | 3               |
| Hungarian Albums Chart          | 1               |
| Italian Albums Chart            | 14              |
| New Zealand Albums Chart        | 1               |
| Norwegian Albums Chart          | 1               |
| Polish Albums Chart             | 1               |
| South African Albums Chart      | 17              |
| Spanish Albums Chart            | 1               |
| Swedish Albums Chart            | 2               |
| UK Albums Chart                 | 2               |
| US Billboard 200                | 3               |

### Річні чарти
| Чарт (2012)                               | Позиція |
| ----------------------------------------- | ------- |
| Austrian Albums Chart                     | 34      |
| Belgian Albums Чарт (Flanders)            | 4       |
| Belgian Albums Чарт (Wallonia)            | 13      |
| Canadian Albums Chart                     | 16      |
| Dutch Albums Chart                        | 14      |
| Finnish Albums Chart                      | 21      |
| French Albums Chart                       | 74      |
| German Albums Chart                       | 81      |
| Hungarian Albums Chart                    | 31      |
| Polish Albums Chart                       | 19      |
| Spanish Albums Chart                      | 33      |
| Swedish Albums Chart                      | 25      |
| Swiss Albums Chart                        | 30      |
| United States Americana/Folk Albums Chart | 11      |
| United States Rock Albums Chart           | 55      |

## Сертифікації
| Регіон | Сертифікація  | Продажі  |
| --- | ------------- | -------- |
| Австрія (IFPI Austria) | Золотий       | 10 000*  |
| Бельгія (BEA) | Золотий       | 15 000*  |
| Канада (Music Canada) | Платиновий    | 132,000  |
| Фінляндія (IFPI Finland) | Золотий       | 16,895   |
| Франція (SNEP) | Золотий       | 50 000*  |
| Німеччина (BVMI) | Золотий       | 100 000  |
| Ірландія (IRMA) | Платиновий    | 15 000^  |
| Нова Зеландія (RIANZ) | Золотий       | 7500^    |
| Польща (ZPAV) | 2× Платиновий | 40 000*  |
| Швеція (IFPI Sweden) | Золотий       | 20 000   |
| Швейцарія (IFPI Switzerland) | Золотий       | 15 000^  |
| Велика Британія (BPI) | Золотий       | 100 000^ |
| США | —             | 41,000   |
| *продажі, що базуються лише на сертифікаціях · ^відвантаження, що базуються лише на сертифікаціях · продажі+прослуховування, що базуються лише на сертифікаціях |               |          |